# Libro degli Zhou
Il Libro degli Zhou (周書T, 周书S, Zhōu ShūP) registra la storia ufficiale delle dinastie degli Wei occidentali e degli Zhou settentrionali governate dai Cino-Xianbei, ed è annoverata tra le Ventiquattro Storie ufficiali della Cina imperiale. Compilata dallo storico della dinastia Tang Linghu Defen, l'opera fu completata nel 636 d.C. e consiste di 50 capitoli, suddivisi in altrettanti volumi, alcuni dei quali sono stati perduti e sostituiti da altre fonti. I primi 8 volumi contengono gli annali (帝紀), mentre gli altri le biografie (列傳).
Il libro fu criticato da Liu Zhiji per il suo tentativo di glorificare gli antenati dei funzionari della dinastia Tang dell'epoca.

## Fonti
La compilazione cominciò con Liu Qiu 柳虯 (502-555) sotto gli Wei occidentali, che era vicedirettore della Biblioteca del Palazzo. A Liu Qiu fu assegnato di compilare il diario imperiale nel 550. Liu Qiu fu succeduto da Niu Hong 牛弘 (545-610) che lavorò anche sul diario imperiale e in seguito direttore della Biblioteca del Palazzo. Niu Hong compilò una storia incompleta storia degli Wei occidentali e degli Zhou settentrionali. Nel 629 l'imperatore Taizong dei Tang nominò un gruppo guidato da Linghu Defen per lavorare alla compilazione del Libro degli Zhou. Gli altri membri erano Cen Weben e Cui Renshi.

## Traduzioni
Fra le traduzioni nelle lingue occidentali del Libro degli Zhou, si segnalano due traduzioni parziali pubblicate in lingua inglese. Dien fornisce una traduzione del volume 11 sulla biografia di Yü-Wen Hu. Miller fornisce invece una traduzione parziale del volume 50 sui resoconti delle nazioni occidentali.